# 자카르파탸주
자카르파탸주(우크라이나어: Закарпатська область)는 우크라이나 최서단에 위치한 주로 주도는 우지호로드이며 면적은 12,777km2, 인구는 1,241,887명(2006년 기준)이다.
카르파티아산맥 기슭에 위치한다. 서쪽으로는 슬로바키아 프레쇼우주와 코시체주, 헝가리 보르쇼드어버우이젬플렌주와 서볼치서트마르베레그주, 남쪽으로는 루마니아 사투마레주와 마라무레슈주, 동쪽과 북동쪽으로는 이바노프란키우스크주, 북쪽으로는 리비우주, 폴란드 포트카르파츠키에주와 접한다.
자카르파탸는 원래 오스트리아-헝가리 제국의 일부였지만 제1차 세계 대전 이후에 체코슬로바키아에 편입되었다. 1939년에는 카르파티아 우크라이나가 체코슬로바키아로부터 독립을 선언했지만 얼마 지나지 않아 헝가리에 점령되었다. 1945년에 제2차 세계 대전이 끝나면서 소련에 편입되었다.

## 같이 보기
- 자카르파탸
- 카르파티아 우크라이나